# Parm Sandhu
Parm Sandhu (* 1968 in Birmingham, Großbritannien) ist ein Manager, der durch sein Engagement in der europäischen Telekommunikations- und Medienbranche Bekanntheit erlangte.

## Leben
Sandhu ist britischer Staatsbürger und wuchs als Sohn indischer Einwanderer in Birmingham auf. Sein Vater, der als junger Mann nach England gekommen war und als Fabrikarbeiter arbeitete, war mehrere Jahre lang arbeitslos, weshalb er den damals 16-jährigen Parm bat, seine Schulausbildung abzubrechen. Doch der junge Sandhu setzte seine Schulausbildung bis zum Abschluss erfolgreich fort und durfte als erster Absolvent einer staatlichen Schule an der Cambridge University studieren. Er schloss sein Studium der Mathematik und Physik mit dem BA Honours Degree ab.
Bei PricewaterhouseCoopers in London ließ er sich zum Wirtschaftsprüfer ausbilden und war dort anschließend zwei Jahre in der „Transaction Support Group“ tätig. Anschließend arbeitete er bei der Kabelfirma Telewest Communications, bevor er zu Liberty Media, dem Konzern des US-Medienmoguls John Malone, wechselte. In dessen Auftrag versuchte Sandhu im Jahr 2002, die Kabelnetze der Deutschen Telekom zu kaufen. Dieses Milliardengeschäft scheiterte am deutschen Kartellamt.
Im Jahr 2003 wurde er Finanzvorstand des hessischen Kabelnetzbetreibers iesy. 2004 stieg er dort zum Vorstandsvorsitzenden auf. Sandhu leitete bei iesy ein Sanierungsprogramm ein, das in der Folge die Übernahme der Kabelnetzbetreibers ish in Nordrhein-Westfalen sowie TeleColumbus ermöglichte. Aus diesen Firmen entstand 2005 das Unternehmen Unitymedia in Köln mit 1700 Mitarbeitern. Unter der Führung von Parm Sandhu führte Unitymedia als erster Kabelnetzbetreiber das "Triple Play"-Bündel aus Internet, Telefon und TV in Deutschland ein. Nach dem Verkauf von Unitymedia an den internationalen Kabelkonzern Liberty Global Inc. (LGI) am 28. Januar 2010 legte Parm Sandhu sein Mandat als CEO nieder, um nach eigener Aussage anderweitige berufliche Ziele zu verfolgen.
Parm Sandhu ist Mitglied des Vorstands der ANGA, dem nationalen Verband deutscher Kabelnetzbetreiber, und Vorstandsmitglied der Cable Europe, dem Europäischen Kabelverband. Zusätzlich ist er als Mitglied des Aufsichtsrates der Central European Media Enterprises (CME) tätig, einer der führenden Sendergruppen in Zentral- und Osteuropa. 
Er lebt seit 2003 in Deutschland, zuletzt in Köln.